# Brachiaria eruciformis
Espèce
Synonymes
- Echinochloa eruciformis (Sm.) Rchb.
- Moorochloa eruciformis (Sm.) Veldkamp
- Panicum eruciforme Sm.

Brachiaria eruciformis est une espèce de plantes monocotylédones de la famille des Poaceae, à répartition subcosmopolite.
Brachiaria eruciformis est une plante herbacée annuelle, stolonifère, pouvant atteindre 60 cm de haut.
C'est une plante fourragère de faible valeur, mais surtout une mauvaise des cultures relativement agressive.
Une population de Brachiaria eruciformis a été signalée en Australie, en 2014, comme résistante au glyphosate, herbicide de la classe G/9 (inhibiteurs de l'EPSP synthase. 

## Liste des variétés
Selon Tropicos (27 février 2016) (Attention liste brute contenant possiblement des synonymes) :
- variété Brachiaria eruciformis var. divaricata Basappa & Muniy.
- variété Brachiaria eruciformis var. eruciformis